# Оржиця (селище)
Оржиця — селище в Лубенському районі Полтавської області України. Адміністративний центр Оржицької селищної громади.До 2020 центр колишнього Оржицького району. Населення Оржиці — 3,9 тисяч жителів (2023).

## Географічне розташування
Селище міського типу Оржиця знаходиться на правому березі річки Оржиця, на відстані 42 км від залізничної станції Лубни та за 178 км від обласного центра міста Полтави. Вище за течією примикає село Заріг, нижче за течією на відстані 3 км розташоване село Плехів, на протилежному березі — село Онішки. Через селище проходить автомобільна дорога Т 1713.

## Природоохоронні об'єкти
- Оржицький заказник
- Біла Шапка (заповідне урочище)
- Дуб черешчатий (пам'ятка природи)

## Історія

### Від першої згадки до XIX століття

Преображенська церква (світлина з музею)

Перша згадка про село відноситься до 1552 року — як про замковий Канівський ухід.
У 20-х роках XVII століття в Оржиці було 91 господарство. Землі входили до володінь Вишневецьких.
У 1648 році, з початком національно-визвольної війни під проводом Богдана Хмельницького, утворена Оржицька сотня Кропивнянського полку.
Станом на 1654 рік в Оржиці проживало 318 жителів — козаків і міщан. 1658 року поселення втратило статус сотенного містечка і Оржиця була включена до Горошинської сотні Лубенського полку.
У 1669 році Оржицю зруйнували і спалили татари.
Як свідчить Генеральне слідство Лубенського полку 1729—30 років, у Оржиці налічувалось 54 двори.
У 1734 році Оржиця разом з Плеховим були віддані сербам Требинським, які згодом переселили своїх підданих у засновану ними слободу — Чутівка. До 1763 року в Оржиці було володіння Голуба, яке він продав Сахновському.
У 1745 році в поселенні збудовано Михайлівську церкву.
У 1781 році в Оржиці — 310 хат дворян, різночинців, козаків і підданих сотника Степана Ільчевського і Г. Сахновського — 893 душі чоловічої статі. Через село проходив тракт Хорол — Золотоноша.
У 1781—96 роках Оржиця — в складі Хорольського повіту Київського намісництва, 1796—1802 роках — Малоросійської губернії. Від 1802 року Оржиця — в Лубенському повіті Полтавської губернії.

### Оржиця у XIX— на початку XXст.ст.
У 1842 році в Оржиці — 537 жителів (224 родини), 1845 року відкрито початкову однокласну школу. Станом на 1859 рік в Оржиці налічувалося 1 359 жителів; з них — 164 кріпаки Сахновських.
У 1872 році споруджено нову Преображенську церкву. Тоді в містечку відбувалося щороку по 2 ярмарки, а з 1894 року — по 3. На 1910 рік в Оржиці налічувалося 304 двори і 1 875 жителів.
Наприкінці XIX — на початку XX століття в Оржиці діяло 2 парові млини — один з олійницею, а другий — з просорушкою. За допомогою земства були відкриті пошта, поштово-телеграфна станція, прокатна станція, лікарня, бібліотека, пункт поліпшення худоби. У 1911 році відкрито міське училище, яке 1913 року було перетворене на вище чоловіче початкове училище.
У грудні 1905 відбувся селянський сход, на якому висловлено осуд розправи над учасниками повстання у Великих Сорочинцях.
Радянська окупація в Оржиці розпочалась в січні 1918 року. Жителі села брали участь у боротьбі партизанського загону П. С. Дробницького.

### Розвиток Оржиці в СРСР і сучасний стан
Від 1923 року Оржиця — центр Оржицького району, який утворений з Оржицької і Великоселецької волостей, 1 852 жителів (разом з прилеглими хуторами — 1 914 жителів), 1930 року — 2 374 жителів.
Діяли ТСОЗи «Серп і Молот», «Червоний хлібороб», «Червоний партизан», «Здобуток Жовтня», «Нова зоря», на базі яких утворено колгосп ім. Т. Г. Шевченка.
У вересні 1941 року околиці Оржиці стали місцем кривавих боїв частин Південно-Західного фронту Другої світової війни, що проривалися з оточення. Під час німецько-фашистської окупації (від 23 вересня 1941 до 19 вересня 1943 року) гітлерівці закатували 13 чоловік і вивезли на примусові роботи до Німеччини 177 осіб. Жителі 0ржиці вели боротьбу проти окупантів у підпіллі і партизанських загонах № 25 і № 26. Взяли участь у збиранні коштів на танкову колону «Оржицький колгоспник».
У повоєнні роки колгосп ім. Т. Г. Шевченка дістав назву «Заповіт Леніна», а в 1972 році був об'єднаний з колгоспом «Іскра», що в селі Плехові.
З 1968 року Оржиця має статус селища міського типу.
Після розпаду колгоспу в 1990-х роках землі на території місцевої ради орендують та обробляють декілька фермерських господарств і приватних підприємців.
27 вересня 2008 року в Оржиці відбулося святкування 85-ї річниці з часу утворення Оржицького району. Гостями свята були заступник голови Полтавської облдержадміністрації А. П. Баранов та заступник голови обласної ради П. В. Ворона, делегації сусідніх районів.
В 2017 році Оржиця стала красивішою. Почалася реконструкція центральної площі, будинку культури, були покладені доріжки, добудовується церква.
14 липня 2018 року архієпископ Полтавський і Кременчуцький Федір в Оржиці звершив чин освячення новозбудованого Свято-Преображенського храму УПЦ КП.

## Політика

### Парламентські вибори, 2019
На позачергових парламентських виборах 2019 року у селищі функціонували окремі виборчі дільниці № 530654 і 530655, розташовані у приміщенні школи і будинку культури відповідно.
Результати
- зареєстровано 3049 виборців, явка 52,54%, найбільше голосів віддано за «Слугу народу» — 52,39%, за Всеукраїнське об'єднання «Батьківщина» — 13,35%, за «Опозиційну платформу — За життя» — 8,31%.[3] В одномандатному окрузі найбільше голосів отримала Анастасія Ляшенко (Слуга народу) — 29,78%, за Костянтина Іщейкіна (самовисування) — 20,19%, за Олексія Баганця (Всеукраїнське об'єднання «Батьківщина») — 15,14%[4].

## Економіка: підприємства і сфера послуг

СП «Хлібокомбінат»

На території Оржиці діють такі підприємства:
- комбікормовий завод «Світоч»;
- торфопідприємство;
- Оржицьке спільне підприємство «Хлібокомбінат»;
- ЗАТ «Оржицький завод „Райдуга“»;
- Оржицький райавтодор;
- інкубаторно-птахівнича станція;
- філія ВАТ «Полтаваобленерго».

У смт функціонують цех № 9 ПД ВАТ «Укртелеком», відділення зв'язку та КБ «Приватбанку».

## Соціальна сфера, освіта, культура, ЗМІ

Районний будинок культури

Медична сфера селища і району представлена центральною районною лікарнею.
З огляду на розміри Оржиці тут працюють єдина школа — Оржицька ЗОШ І—ІІІ ступенів імені І. Я. Франка (вул. Центральна, 16) і лише один дитячий садок — Оржицький ДНЗ «Дзвіночок» (вул. Центральна, 40).
В Оржиці діють музична школа і Оржицький будинок дитячої та юнацької творчості (вул. Центральна, 78).
Головним закладом культури смт і району є Оржицький районний Будинок культури.
Оберігачем пам'яті і відомостей про селище і околиці є створений у 1972 році місцевий народний історичний музей.
У селищі міського типу функціонує стадіон «Колос», що перебуває у задовільному стані.
В Оржиці видається місцева — селищна і районна газета «Оржиччина».

## Архітектура

Будинок з елементами декору по вулиці Центральній

Оржиця не являє нічого цікавого в плані архітектури, крім ландшафту — доволі мальовничого розташування — пагорби біля Оржиці та ліси.
Селищна забудова — всуціль радянська. Оржицькі старі храми були зруйновані, нині (2010) будується нова церква. Центральна вулиця — Центральна є місцем зосередження практично всіх селищних установ і закладів. З приватної забудови і радянського штибу двоповерхових будинків (подеколи своєрідним чином декорованих мозаїками) вирізняються лише декілька будівель — зокрема, районний будинок культури з колонами.
У селищі до 2014 року знаходився пам'ятник В. І. Леніну (1959), у тематичному меморіалі на пагорбі над Оржицею — Монумент Слави (1967) на місці боїв радянських воїнів з німецькими фашистами в 1941, братська могила радянських воїнів, у тому числі Героя Радянського Союзу Т. П. Бумажкова, полеглих у боях 1941 і 1943 років; пам'ятник землякам, загиблим (176 чоловік) на фронтах Великої Вітчизняної війни (1955); пам'ятний знак на честь мужності воїнів Південно-Західного фронту — 26-ї армії, 47, 97, 218 і 337 стрілецьких дивізій (1982); у період незалежності перед приміщенням Оржицької ЗОШ встановили погруддя І. Я. Франка. Також у селищі встановлено пам'ятники пошани воїнів-учасників бойових дій в Афганістані та пам'яті героїв-ліквідаторів наслідків вибуху на Чорнобильській АЕС.

## Персоналії
Уродженцями Оржиці є:
- український кобзар і лірик Архип Никоненко (? — 1855) — від нього записав ряд творів і опублікував у 1856 році Пантелеймон Куліш;
- український більшовик П. Ф. Слинько (1859—1919) — учасник громадянської війни.

## Виноски
1. ↑  Статистичний збірник «Чисельність наявного населення України» на 1 січня 2017 року (PDF(zip))
2. ↑  У Полтавській єпархії освячено новий храм. Архів оригіналу за 19 липня 2018. Процитовано 19 липня 2018.
3. ↑  Підсумки голосування на виборчих дільницях у загальнодержавному виборчому окрузі в межах ОВО № 148, Полтавська область. Позачергові вибори народних депутатів України 2019 року. Архів оригіналу за 14 лютого 2022.
4. ↑  Відомості про підрахунок голосів виборців на виборчих дільницях одномандатного виборчого округу № 148, Полтавська область. Позачергові вибори народних депутатів України 2019 року. Архів оригіналу за 23 березня 2022.
5. ↑  Загальноосвітні навчальні заклади (Оржицького району) на Сайт відділу освіти Оржицької районної державної адміністрації
6. ↑  Сайт школи
7. ↑  Дошкільні навчальні заклади (Оржицького району) на Сайт відділу освіти Оржицької районної державної адміністрації
8. ↑  Будинки дитячої та юнацької творчості (Оржицького району) на Сайт відділу освіти Оржицької районної державної адміністрації